# Габела (Пиза)
Габела (итал. Gabella) је насеље у Италији у округу Пиза, региону Тоскана.
Према процени из 2011. у насељу је живело 1223 становника. Насеље се налази на надморској висини од 9 м.